# Old Presidency
Old Presidency (Ou Presidensie en afrikaans) est un musée, une galerie d'art et un théâtre situé à Bloemfontein en Afrique du Sud.
Conçu par les architectes britanniques Francis Lennox Canning (1856-1895) et Frédéric Goad, le bâtiment est, de 1886 à 1899, la résidence officielle des présidents de l'État libre d'Orange auxquels le musée est aujourd'hui consacré. Situé sur President Brand Street, à l'angle de St George Street, et inscrit aux Monuments nationaux depuis 1938, le bâtiment fut restauré de 1973 à 1983.

## Historique

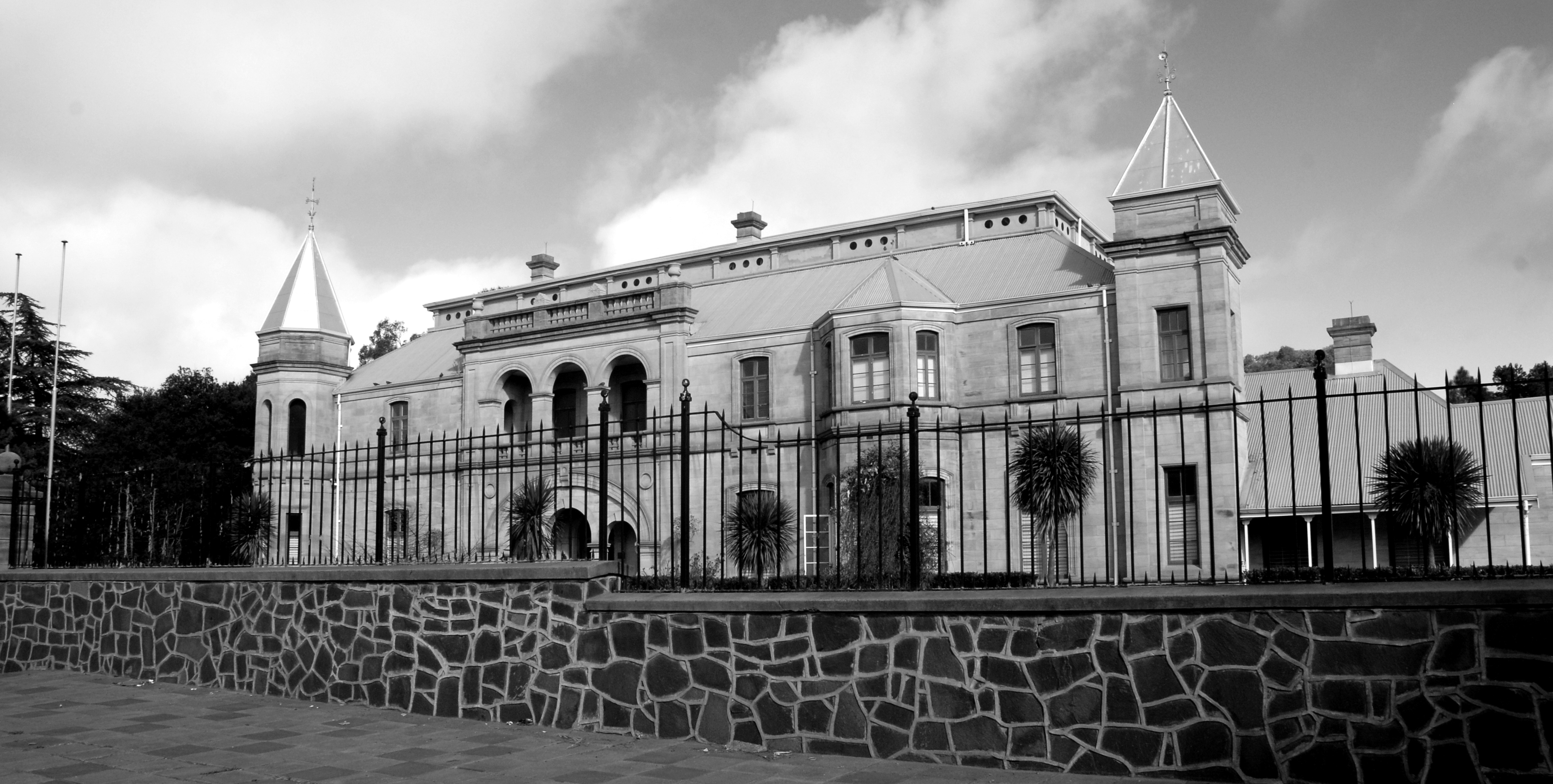
L'ancienne résidence présidentielle de l'état libre d'Orange

La construction du bâtiment débute en 1885 à la place de l'ancienne modeste résidence présidentielle, bâtie dans les années 1850 et jugée inadaptée et trop coûteuse à entretenir par le Volksraad. Achevé en 1886, Johannes Henricus Brand est le premier président à y résider jusqu'à sa mort en 1888. Ses successeurs, Francis William Reitz (1888-1895) et Marthinus Theunis Steyn (1896-1900) sont les seuls autres locataires de la résidence jusqu'à la chute de Bloemfontein durant la seconde guerre des Boers le 13 mars 1900. Le bâtiment, appelé dès lors Government House, sert de quartier général à Lord Roberts puis est occupé par Hamilton J. Goold-Adams (1901-1910), le lieutenant-gouverneur de la colonie de la rivière Orange.
Au fil des ans, l'ancienne présidence est utilisée comme annexe d'école, quartier général de l'Orange Free State Command, d'auberge pour étudiants, de bureaux pour les services bibliothécaires ou de centre d'arts et de spectacle.
Inscrit au registre des monuments nationaux sud-africains en 1938, il est devenu un musée principalement consacré à la vie et l'histoire des trois chefs d'État qui y ont résidé (Brand, Reitz et Steyn).